# Estadi Insular
L'Estadi Insular s'ubica al barri de Ciutat Jardí de Las Palmas de Gran Canaria, Espanya. Va ser l'estadi local de la Unión Deportiva Las Palmas fins a l'any 2003, quan es va traslladar a l'Estadi de Gran Canaria, al barri de Siete Palmas.

## Història
Fernando Delgado va ser l'arquitecte que va projectar l'obra i Alfredo Farray el constructor. En un primer moment, l'estadi va ser creat pel  Marino Fútbol Club (un dels equips que, el 1949, es fusionaria amb el  CD Gran Canaria, el Atlético Club, el Real Club Victoria, i el Arenas Club, per a fundar la UD Las Palmas), d'ací que en aquells moments se li cridés Camp del Marino, encara que el seu nom inicial va ser Estadi Las Palmas.
Després de set mesos de treball, amb torns de 24 hores, es va inaugurar el 25 de desembre de 1944 amb un partit entre la Selecció de Las Palmas i la Selecció del Port, que va acabar decantant-se per un marcador de 2-1 a favor dels de Las Palmas. En el moment de la seva inauguració, el recinte comptava amb una capacitat de 8.000 espectadors. El 1951 es va ampliar fins a arribar a les 22.000 places, després de la compra de l'estadi per part del Cabildo de Gran Canaria. Les mesures del terreny de joc eren de 105 metres de llarg per 68 de llarg.
Pocs mesos després de fundar-se la Unión Deportiva Las Palmas, l'Estadi Insular va acollir el primer partit disputat per l'equip groc, celebrat el 9 d'octubre de 1949 amb una selecció del port com adversari.
Va acollir diversos partits de la Selecció Espanyola de Futbol, que va visitar per última vegada l'Estadi a 1996.
L'últim partit oficial disputat per la UD Las Palmas en el Estadio Insular va ser el 29 de juny de 2003, davant l'Elx CF, un equip que havia estat "talismà" per a l'equip groguet, en aconseguir enfront ells els seus dos últims ascensos, fins llavors (a Segona Divisió el 1996, i a Primera Divisió en el 2000). Aquest encontre va acabar amb 4-1 favorable per als canaris. El 24 d'agost del mateix any, va jugar contra el Club Atlético Peñarol de Montevideo que estava de gira europea, caient derrotat per 1-3, sent el seu tancament definitiu com coliseu esportiu.
No obstant això, l'últim partit de futbol jugat al recinte de Ciutat Jardí, el va disputar el filial groc davant el Laguna, en una trobada de Tercera Divisió que va acabar sense gols.

## Partits internacionals
La selecció espanyola de futbol va disputar quatre partits a l'Estadi Insular. La primera presència es va produir el 19 d'octubre de 1972 davant Iugoslàvia (2-2) quan Espanya disputava la fase de Classificació per a la Copa Mundial de Futbol de 1974 celebrat a Alemanya. Posteriorment, es van jugar partits amistosos davant l'URSS el 1986 (2-0), Mèxic el 1993 (1-1) i Noruega el 1996 (1-0).

## Present
L'Estadi Insular segueix en peu a la seva parcel·la de Ciutat Jardí en gran estat de deteriorament, esperant que s'executin les decisions sobre el seu futur. Inicialment es va especular amb la possibilitat de demolir-lo i construir-hi una zona comercial i d'oci, si bé l'alternativa que va prendre efecte va ser la de reconvertir-se en un gran parc urbà, conservant tres de les seues façanes originals. Però, actualment, hi ha veus que demanen la seva remodelació i el retorn de la U.D. Las Palmas, havent-se constituït recentment una plataforma per a això. Tanmateix, la imatge deteriorada que presenta el terreny de joc actualment l'inhabilita per a la pràctica de l'esport.